# You Get What You Give (album)
You Get What You Give è il secondo album discografico del gruppo musicale country statunitense Zac Brown Band, pubblicato nel 2010.

## Tracce
1. Let It Go – 4:37
2. Knee Deep (feat. Jimmy Buffett) – 3:23
3. No Hurry – 3:46
4. I Play the Road – 4:19
5. Cold Hearted – 3:47
6. Whiskey's Gone – 2:46
7. Quiet Your Mind – 3:40
8. Colder Weather – 4:33
9. Settle Me Down – 3:21
10. As She's Walking Away (feat. Alan Jackson) – 3:43
11. Keep Me in Mind – 3:34
12. Who Knows – 10:02
13. Martin – 5:06
14. Make This Day – 4:02